# Peter Jehle
Peter Karl Jehle (Schaan, Lihtenštajn, 22. siječnja 1982.) je lihtenštajnski nogometni vratar koji nastupa za FC Vaduz i lihtenštajnsku nogometnu reprezentaciju.

## Karijera

### Klupska karijera
Jehle je nogometnu karijeru započeo 1992. u lokalnom FC Schaanu nakon kojeg 2000. prelazi u Grasshoppers. Za švicarski klub je branio šest godina nakog čega u ljeto 2006. potpisuje za portugalsku Boavistu. Peter Jehle je tokom svoje druge sezone u Boavisti postao prvi vratar kluba. Nakon što je Boavista ispala iz prvenstva zboge afere Apito Dourado, Jehle napušta klub te u lipnju 2008. potpisuje za Tours iz francuske druge lige.
Nakon svega jedne sezone u Francuskoj, vratar se vraća u domovinu te potpisuje za FC Vaduz koji se natječe u švicarskoj drugoj ligi.

### Reprezentativna karijera
Vratar je za Lihtenštajn debitirao sa svega 16 godina u kvalifikacijskoj utakmici protiv Azerbajdžana 1998. godine. To je bila ujedno i prva lihtenštajnska reprezentativna natjecateljska pobjeda u povijesti. U prijateljskom susretu protiv Hrvatske 14. lipnja 2013. skupio je svoj jubilarni stoti nastup u nacionalnom dresu.

## Vanjske poveznice
- Profil igrača na Football.ch
- Profil i statistika igrača Zerozero.eu  Arhivirana inačica izvorne stranice od 5. ožujka 2021. (Wayback Machine)
- Statistika igrača na National-football-teams.com
- Službena stranica igrača  Arhivirana inačica izvorne stranice od 6. lipnja 2008. (Wayback Machine)